# Diet Kloos-Barendregt
Dina (Diet of Doeschka) Kloos-Barendregt (Dordrecht, 9 mei 1924 – Elden, 3 april 2015) was een Nederlands zangeres die tijdens de Tweede Wereldoorlog actief was in het verzet.
Al in 1941 organiseerde zij huisconcerten voor ontslagen Joodse musici. Daardoor raakte zij betrokken bij het verzet. Zij regelde onderduikadressen en voedselbonnen en verspreidde ondergrondse blaadjes en later ook wapens. 
Op 22 november 1944 trouwde ze met verzetsleider Jan Kloos, die werkte voor de inlichtingendienst van de binnenlandse strijdkrachten en de illegale inlichtingendienst Groep Albrecht. Twee weken later werden ze gearresteerd en op 15 december 1944 beiden ter dood veroordeeld wegens spionage. Haar man werd gefusilleerd en ligt begraven op Eerebegraafplaats Bloemendaal. Diet Kloos werd vrijgelaten en pakte het verzetswerk weer op, onder andere als koerierster van de binnenlandse strijdkrachten.
Na de oorlog studeerde zij bij Hendrik Andriessen af aan het Koninklijk Conservatorium in Den Haag en werd een gevierd zangeres van oratoria. In 1953 trad ze als een van de eerste Nederlanders na de oorlog op in Duitsland. Later werkte zij als docent aan het conservatorium in Tilburg.

## Trivia
In 1949 ontmoette zij in Parijs de Joods-Roemeense dichter Paul Celan. Zij hadden een korte liefdesrelatie en Diet Kloos ontving twaalf brieven en enkele gedichten van hem, waaronder een exemplaar van zijn Todesfuge.